# Джулиани, Розарио
Роза́рио Джулиа́ни (итал. Rosario Giuliani, род. 13 января 1967, Террачина, Италия) — итальянский джазовый саксофонист и композитор.

## Биография
Розарио Джулиани родился 13 января 1967 года в городе Террачина в Италии. Начал учиться играть на саксофоне в возрасте 11 лет. По словам Розарио, поначалу ему больше хотелось играть с друзьями, но после первого урока музыки он понял, что хочет посвящать ей всё своё время. В 15 лет он поступил в консерваторию Фрозиноне и проучился там 5 лет.
После окончания высшего учебного заведения Джулиани два года играл в оркестре оперного театра в Риме, а затем занялся работой на телевидении. Он также занимался написанием музыки к кинофильмам, и самое большое влияние в этом плане на него оказал Эннио Морриконе, с которым Джулиани сотрудничал. После семи лет пребывания на таких известных итальянских каналах, как Rai и Media 7, Розарио решил всерьёз заняться тем, что его больше всего привлекало — джазом. Первым крупным достижением в этой области стала победа Джулиани в престижном итальянском конкурсе джазовой музыки Massimo Urbani.
Вплоть до 1997 года Джулиани исполнял музыку собственного сочинения на малых площадках. Вскоре он собрал джазовый квартет, в который вошли его знакомые музыканты: Пьетро Луссу (фортепьяно), Дарио Росцильоне (контрабас) и Марчелло Ди Леонардо (ударные). Первым полноценным альбомом, записанным Розарио с новым коллективом, стал Luggage. До этого Джулиани собственными силами уже успел выпустить 5 пластинок, но оставался знаменит лишь у себя на родине. Музыканты решили заявить о себе за рубежом и начали активно сотрудничать с французской звукозаписывающей студией Dreyfus Records. Помимо этого на джазовом фестивале в Бельгии квартет Джулиани был признан лучшей группой, а сам саксофонист — лучшим солистом.
В 2001 году по версии журнала Top Jazz Джулиани стал лучшим музыкантом в категории «Новые таланты». В январе 2011 года Розарио Джулиани был признан лучшим саксофонистом года на референдуме MUSICA JAZZ magazine.
Розарио Джулиани несколько раз приезжал в Россию для участия в различных джазовых фестивалях, он плотно сотрудничает с российским продюсером и контрабасистом Асхатом Сайфуллиным и его трио.

## Дискография
- Live From Virginia Ranch (Philology, 1997)
- Flashing Lights (Philology)
- Connotazione Blue (Philology)
- Duets for Trane (Philology, 1998)
- Tension: Jazz Themes from Italian Movies (Schema, 1999)
- Luggage (Dreyfus, 2001)
- Mr. Dodo (Dreyfus, 2002)
- More Than Ever (Dreyfus, 2005)
- Anything Else (Dreyfus, 2007)
- Jazz Italiano Live 2007 (Palaexpo, 2007)
- Lennie’s Pennies (Dreyfus, 2010)
- Images' (Dreyfus/BMG, 2010)